# Flumethrin
Flumethrin ist ein Wirkstoff aus der Gruppe der Typ-II-Pyrethroide.
Er wird in der Tiermedizin äußerlich als Antiparasitikum gegen Insekten und Zecken eingesetzt. Flumethrin öffnet die Natriumkanäle der Nervenzellen in Parasiten und führt zu einer Übererregung und schließlich zum Tod.

## Isomerie
Flumethrin ist eine komplexe Mischung von Isomeren. Das Molekül enthält drei asymmetrisch substituierte Kohlenstoffatome, es gibt eine cis-trans-Isomerie am Cyclopropanring sowie eine weitere cis-trans-Isomerie an der Kohlenstoff-Kohlenstoff-Doppelbindung des Alkens. Es gibt also 16 unterschiedliche Isomere. Kommerzielles Flumethrin enthält als aktiven Wirkstoff
- 92 % der Isomere mit trans-Geometrie am Cyclopropanring und cis-Anordnung an der olefinischen Kohlenstoff-Kohlenstoff-Doppelbindung sowie
- 8 % der Isomere mit cis-Geometrie am Cyclopropanring und cis-Anordnung an der olefinischen Kohlenstoff-Kohlenstoff-Doppelbindung.[3]

Da diese Isomere jeweils als Racemat vorliegen, wird in der Praxis ein Gemisch von vier Isomeren eingesetzt, deren unterschiedliche Wirksamkeit teilweise experimentell nachgewiesen ist.

## Handelsnamen
- Bayticol (ad usum veterinarium), Bayvarol (ad usum veterinarium), PolyVar YELLOW (ad usum veterinarium) gegen die Varroamilbe, Kiltix (Kombi mit Propoxur), Seresto (Kombi mit Imidacloprid)